# كفاح حطاب
كفاح محمد عبد الرحمن حطاب (أبو قصي؛ 26 مايو 1960 – )، كابتن طيار وعسكري وأسير وقيادي فلسطيني.
وُلِدَ ونشأ في مدينة طولكرم الفلسطينية، اعتقلته إسرائيل في سجونها لمدة 22 عامًا متواصلة وذلك مُنذ تاريخ 4 يونيو 2003 وحتى أفرجت عنه في 27 فبراير 2025 وأبعدته إلى خارج فلسطين بموجب صفقة تبادل الأسرى عام 2025، وهو من من الرعيل الأول لحركة التحرير الوطني الفلسطيني "فتح"، وأحد رموز وقادة الحركة الأسيرة الفلسطينية، وكان طيار الرئيس الفلسطيني ياسر عرفات.

## سيرته
وُلِدَ كفاح محمد عبد الرحمن حطاب في مدينة طولكرم بتاريخ 26 مايو 1960، وتلقى تعليمه في مدارس المدينة لكافة المراحل، وانتمى لحركة التحرير الوطني الفلسطيني "فتح" مُنذ عام 1978، ودرس بكلية الطيران الحربي وسلاح الجو في يوغسلافيا حيث تخرج منها بتاريخ 1 يوليو 1985 برتبة ضابط طيار.
عمل في إطار قوات الصاعقة وقاتل في جنوب لبنان، وشارك في معظم حروب حركة فتح والثورة الفلسطينية المعاصرة، وحصل على عدةِ دوراتٍ عسكرية في لبنان وباكستان ويوغسلافيا، ومارس الطيران في قاعدة تكريت الجوية في العراق، وعمل مُنذ عام 1987 في سرب النقل الجوي الخاص بالرئيس الفلسطيني ياسر عرفات، وكان طيارًا للرئيس ياسر عرفات، وفي عام 1994 عاد إلى فلسطين عقب توقيع اتفاق أوسلو، وشارك بالعمل لإنجاز مطار غزة الدولي، وكان يحمل رتبة عقيد، كما عمل مساعدًا لمحافظ طولكرم عز الدين الشريف وشغل منصب مدير الدفاع المدني الفلسطيني في طولكرم.

### اعتقاله
اعتقله الجيش الإسرائيلي بتاريخ 4 يونيو 2003 بعملية عسكرية بعد محاصرة منزله في مدينة طولكرم، وحكمت عليه إسرائيل بالسجن بالمؤبد مرتين، ولم تعتبره أسير حرب مما اضطره لخوض معركة مع إدارة سجون الإسرائيلية تمثلت برفضه ارتداء لباس السجناء لسنواتٍ طويلة.
باعتباره أحد قادة الحركة الأسيرة الفلسطينية كان حطاب أول من أعلن في تاريخ الحركة الأسيرة الفلسطينية عن تمرده على قوانين وإجراءات إدارة السجون الإسرائيلية برفضه التعاطي معها، كما خاض ما يقارب الخمسين إضرابًا عن الطعام مُنذ بدأ خطوته التمردية في 17 أبريل 2011 لانتزاع حقوقه ولإجبار إدارة السجون الإسرائيلية على قبول طلبه باعتباره أسير حرب وفقًا للقوانين والمعاهدات الدولية الخاصة بالأسرى، وتعرض على مدار سنوات اعتقاله للعديد من الاعتداءات والضرب والتهديد والعزل وحرمانه من زيارة عائلته، وتمكّن من استكمال دراسته داخل السجن وحصل على شهاداتٍ عليا.

### الإفراج عنه
أفرجت إسرائيل عنه في 27 فبراير 2025 وأبعدته إلى خارج فلسطين بموجب صفقة تبادل الأسرى عام 2025 التي جرت بين الفصائل الفلسطينية في غزة وعلى رأسها كتائب القسام وبين إسرائيل.
علق الناطق باسم هيئة شؤون الأسرى والمحررين الفلسطينية على تحرير حطاب قائلاً بأن «تحرير كفاح حطاب هو انتصار للصمود الفلسطيني»، في حين قال المحلل السياسي الفلسطيني عمر الغول بأن «تحرير حطاب يرمز لانتصار الإرادة الفلسطينية على آلة القمع الإسرائيلية، ويُعتبر علامة فارقة في تاريخ الحركة الأسيرة الفلسطينية».

## مؤلفاته
أصدر حطاب من الأسر كتابًا بعنوان "كفاح كفاح: أسير حرب في سجون الاحتلال الصهيوني" في طبعته الأولى عام 2023 عن اتحاد الكتاب والأدباء الفلسطينيين وهيئة شؤون الأسرى والمحررين ونادي الأسير الفلسطيني والمكتبة الوطنية الفلسطينية وأكاديمية حركة فتح الفكرية، حيث تحدث فيه حطاب عن تجربته الشخصية.
كان قد جرى إطلاق الكتاب بحفلٍ رسمي وذلك في متحف ياسر عرفات في مدينة رام الله بتاريخ 20 أغسطس 2023 بحضور حشدٍ من الشخصيات الرسمية والوطنية والثقافية الفلسطينية، ويدرس طلبة الحقوق هذا الكتاب في عددٍ من كليات الحقوق باعتباره مرجعًا في دراسات حقوق الأسرى في النزاعات المسلحة.

## جوائز
- في ديسمبر 2024، نال وهو في الأسر "جائزة فلسطين العالمية للآداب" في دورتها الثانية التي احتضنتها العاصمة العراقية بغداد وذلك عن كتابه "كفاح كفاح".[18][19]

## حياته الشخصية
حطاب متزوج وله بنت وولد وهما "قصي" و"حلا".